# Emil von Maillot de la Treille
Emil Eduard Nikolaus Freiherr von Maillot de la Treille (* 6. Dezember 1845 in Kaiserslautern; † 15. Juli 1882 in Altkirch) war ein deutscher Verwaltungsbeamter.

## Herkunft
Seine Eltern waren Max von Maillot de la Treille (* 8. Februar 1809; † 31. Januar 1895) und dessen Ehefrau Adelheid von Leerodt (* 13. Juli 1815; † 3. August 1890).

## Leben
Emil von Maillot de la Treille studierte an der Julius-Maximilians-Universität Würzburg, der Eberhard Karls Universität Tübingen und der Ruprecht-Karls-Universität Heidelberg. 1865 wurde er Mitglied des Corps Rhenania Würzburg. 1866 schloss er sich den Corps Suevia Tübingen und Guestphalia Heidelberg an. Nach Abschluss des Studiums wurde er Verwaltungsbeamter und trat er in den Verwaltungsdienst des Reichslands Elsaß-Lothringen ein. 1882, im Jahr seines Todes, war er Kreisdirektor des Kreises Altkirch.

## Familie
Er heiratete am 5. Juni 1879 in Karlsruhe Ludovika von Eynatten (* 5. Februar 1858; † 4. Januar 1936), eine Tochter des Generalleutnants Maximilian von Eynatten. Das Paar hatte mehrere Kinder:
- Max (* 14. Juni 1880)
- Adelheid (* 27. Mai 1882)